# شهرداری اوگره
شهرداری اوگره (به لاتین: Ogre Municipality) یک شهرداری در لتونی است. شهرداری اوگره ۳۹٬۱۱۷ نفر جمعیت دارد.

## خواهرخوانده
شهرهای کراوا، Basarabeasca، هنگلو، ژوئه لتور، بخش بولناس، چرنیهیف، یارونپا، یووی، کلمه، لیتوانی، میمنه، میتیشچی، نووی بیجوو، بخش اونیه، سالو، فنلاند، Sigdal, Slonim و وورو خواهرخوانده‌های شهرداری اوگره هستند.